# Saint-Ilpize
Saint-Ilpize ist eine französische Gemeinde mit 193 Einwohnern (Stand 1. Januar 2022) im Département Haute-Loire in der Region Auvergne-Rhône-Alpes; sie gehört zum Arrondissement Brioude und zum Kanton Pays de Lafayette und liegt am Allier.

## Bevölkerungsentwicklung
| Jahr                       | 1962 | 1968 | 1975 | 1982 | 1990 | 1999 | 2018 |
| Einwohner                  | 159  | 209  | 183  | 188  | 207  | 205  | 188  |
| Quellen: Cassini und INSEE |      |      |      |      |      |      |      |

## Sehenswürdigkeiten
- Burg aus dem 14. Jahrhundert
- Hängebrücke über den Allier nach Villeneuve, 40 Meter lang

## Persönlichkeiten
- Dominique de La Rochefoucauld (1712–1800), Prälat und Politiker